# Thermes romains de Lucus Augusti
Les thermes romains de Lucus Augusti sont les vestiges de l'ancienne station thermale romaine. Ils sont situés sur les rives du fleuve Minho, près de l'ancien pont romain de Lugo, dans la province de Galice,.
Ces thermes romains ont été déclarés ensemble historique  en 1931 et font désormais partie des installations de l'Hôtel Balneario de Lugo. La construction de ces thermes est contemporaine de la fondation de la ville, vers l'an 15 av. J.-C. La partie la mieux conservée des installations est l'apodyterium, le vestiaire.

## Description
L'installation de thermes et de spas était essentielle dans la Rome antique, c'est pourquoi ils furent ouverts au moment de la fondation de Lucus Augusti. Ils ont reçu de l'eau d'une source thermale aux propriétés minérales et médicinales Historia del balneario de Lugo - Site c, avec des eaux soufrées et gazeuses qui jaillissent à 43,8 °C. Ces eaux sont encore exploitées aujourd'hui au sein de l'Hôtel Balneario de Lugo.

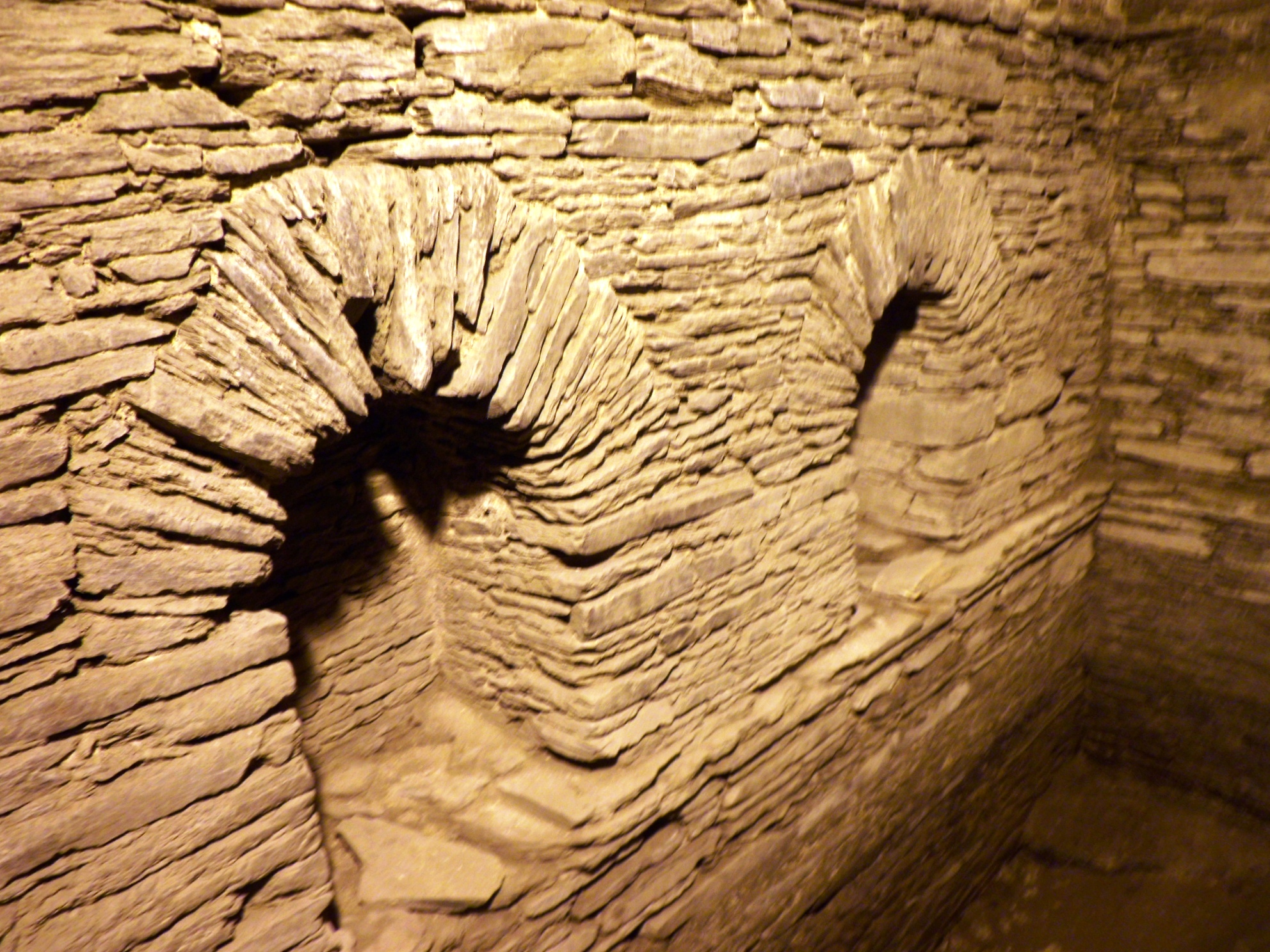
Vestiaire des thermes.

L'apodyterium est la partie la mieux conservée. Ce lieu pour se déshabiller est constitué d'une grande pièce avec un sol en opus signinum, un matériau couramment utilisé composé de tuiles et de briques à la chaux. Au fond de la pièce se trouvent deux portes cintrées qui mènent à diverses pièces, dont un mur avec 18 niches servant de placard pour ranger vêtements et objets personnels.
Une autre zone qui peut être visitée est l'ancienne salle de bains, de forme voûtée. Il y avait trois zones distinctes : le frigidarium, pour les bains froids ; le tepidarium et le caldarium, pour les bains chauds. Plus tard, cette pièce fut transformée en chapelle chrétienne.